# Rettenbach (Gemeinden Hollersbach, Mittersill)
Rettenbach, vereinzelt Rettenbach im Pinzgau, ist eine Ansiedlung im Oberpinzgau im Land Salzburg, und Ortschaft der Gemeinden Mittersill und Hollersbach im Pinzgau, im Bezirk Zell am See.

## Geographie
Rettenbach ist ein Ort im Tal der Salzach und liegt am Schuttkegel des Rettenbachs, der vom Schellenberg (2048 m ü. A.) der Kitzbüheler Alpen her kommt. Der inzwischen zur Siedlung herangewachsene Ort umfasst etwa 75 Häuser.
Das Ortschaftsgebiet Rettenbach, das sich vom Mittersiller Gemeindegebiet noch etwas nach Hollersbach hinein erstreckt, umfasst das gesamte linke, nördliche Ufer der Salzach bis an den Bergfuß zwischen Mittersill und Hollersbach, und gehört zu den Katastralgemeinden Spielbichl von Mittersill und Jochberg von Hollersbach. Es dehnt sich über 4 Kilometer, und besteht hauptsächlich aus landwirtschaftlichem Grünland und einzelnen Gehöften, mit insgesamt knapp 110 Gebäuden und etwa 330 Einwohnern, davon nur ein paar in Hollersbach. Dazu gehört die Ortslage Schuhbichl (Gemeindegebiet Hollersbach) und das Schloss Einödberg (Mittersill), 1 km taleinwärts von Rettenbach. Formal greift es auch über die Salzach hinaus, mit ein paar Flurstücken in den Katastralgemeinden Schattberg respektive Hollersbach.
Unterhalb des Orts liegt die Haltestelle Rettenbach der Pinzgaubahn.
Nachbarortschaften
| Lämmerbichl (Gem. Hollersbach i.P. u. Mittersill) | ∗                                             | Spielbichl (Gem. Mittersill) |
| Grubing (Gem. Hollersbach i.P.)                   | Kompassrose, die auf Nachbargemeinden zeigt   | Mittersill (Gem.)            |
| Reitlehen (Gem. Hollersbach i.P.)                 | Arndorf (Gem. Hollersbach i.P. u. Mittersill) | Schattberg (Gem. Mittersill) |

∗ Paßthurn, Gem. Mittersill, nur in einem Eckpunkt

## Geschichte
Bis in das späte 19. Jahrhundert bestand der Ort nur aus zwei Gehöften, Großrettenbach am linken, und Kleinrettenbach am rechten Ufer des Rettenbachs.
In den 1840ern wurden, auf Initiative Kaiser Franz I., die vermoorten Böden der oberen Salzach trockengelegt.
Dabei wurde auch die Feuchtwiesen um Rettenbach drainiert, indem ein Abzugskanal geschaffen wurde. Am oberen Ende (Hollersbacher Gemeindegebiet) verlandet, bildet er heute den Unterlauf des Einödbachs ab Schloss Einödberg. Zwischen Ort und Schloss haben sich Moorreste erhalten.

Bis 1898 wurde dann die Pinzgauer Localbahn erbaut, und mit der Lage an der Haltestelle begann der Ort zu wachsen.
1936 wurden, im Zuge der Vereinigung von Mittersill-Markt und -Land, einige Gebiete von Rettenbach an Hollersbach abgetreten, dafür wird die Ortslage Thorlehen ganz im Osten seither zu Lämmerbichl gezählt. 1939–1945, als nach dem Anschluss allerorten in Österreich Großgemeinden konstruiert wurden, war dann Hollersbach komplett nach Mittersill eingemeindet.

## Verkehr
Der Ort ist auf der Gerlos Straße (B 165) erreichbar. Die Pinzgauer Lokalbahn hat eine reguläre Haltestelle (Kurs R33). Der Bahnbus (Buslinien 670 und 671) hält an der Bundesstraße, und am Bahnhof.